# Stewartia tonkinensis
Stewartia tonkinensis är en tvåhjärtbladig växtart som först beskrevs av Elmer Drew Merrill, och fick sitt nu gällande namn av Cheng Yih Wu och J. Li. Stewartia tonkinensis ingår i släktet Stewartia och familjen Theaceae. Inga underarter finns listade i Catalogue of Life.